# Ithaginis cruentus
El faisán ensangrentado, también faisán sangrante o faisán sanguineo (Ithaginis cruentus), es una especie de ave galliforme de la familia Phasianidae, es la única del género Ithaginis. En la India se lo considera el ave estatal de Sikkim.

## Características
El nombre de la especie viene del color rojo vivo en las plumas del pecho, de la garganta y de la frente de los machos. La coloración de las hembras es más uniformemente rojiza. Los machos y las hembras tienen un anillo distinto de piel alrededor del ojo que es de color carmesí, además de pies rojos. Las subespecies son determinadas por cantidades que varían de plumas rojas y negras.

## Historia natural
El faisán ensangrentado vive en las montañas del Nepal, Sikkim, Tíbet, norte de Birmania y noroeste de China. Su hábitat son los bosques coníferos o mezclados y las zonas de matorrales en el límite de las nieves. Los faisanes mueven su gama dependiendo de las estaciones y durante el verano se encuentran en elevaciones más altas. Las poblaciones se trasladan a elevaciones más bajas mientras la nieve aumenta de la caída y del invierno. El faisán ensangrentado es el pájaro del estado indio de Sikkim.

## Subespecies
Se reconocen las siguientes subespecies:
- I. cruentus cruentus (Hardwicke, 1821) - Faisán ensangrentado
- I. cruentus affinis  (Beebe) - Faisán ensangrentado de Sikkin
- I. cruentus tibetanus (Baker, 1914) - Faisán ensangrentado Tibetano
- I. cruentus kuseri Beebe, 1912) - Faisán ensangrentado de Kuser
- I. cruentus geoffroyi (Verreaux, 1867) - Faisán ensangrentado de Geoffroy
- I. cruentus marionae (Mayr, 1941) - Faisán ensangrentado Mrs Vernay
- I. cruentus rocki (Riley, 1925) - Faisán ensangrentado de Rock
- I. cruentus holoptilus (Greenway) - Faisán ensangrentado de Greenway
- I. cruentus clarkei (Rothschild, 1920) - Faisán ensangrentado de Clarke
- I. cruentus michaelis (Bianchi, 1903) - Faisán ensangrentado de Bianchi
- I. cruentus beicki (Mayr & Birckhead, 1937) - Faisán ensangrentado de Beick
- I. cruentus berezowski (Bianchi, 1908) - Faisán ensangrentado de Berezowski
- I. cruentus annae (Mayr & Birdkhead, 1937) - Faisán ensangrentado de Mrs Sage
- I. cruentus sinensis (David, 1873) - Faisán ensangrantado del Padre David